# Johanna Sacco

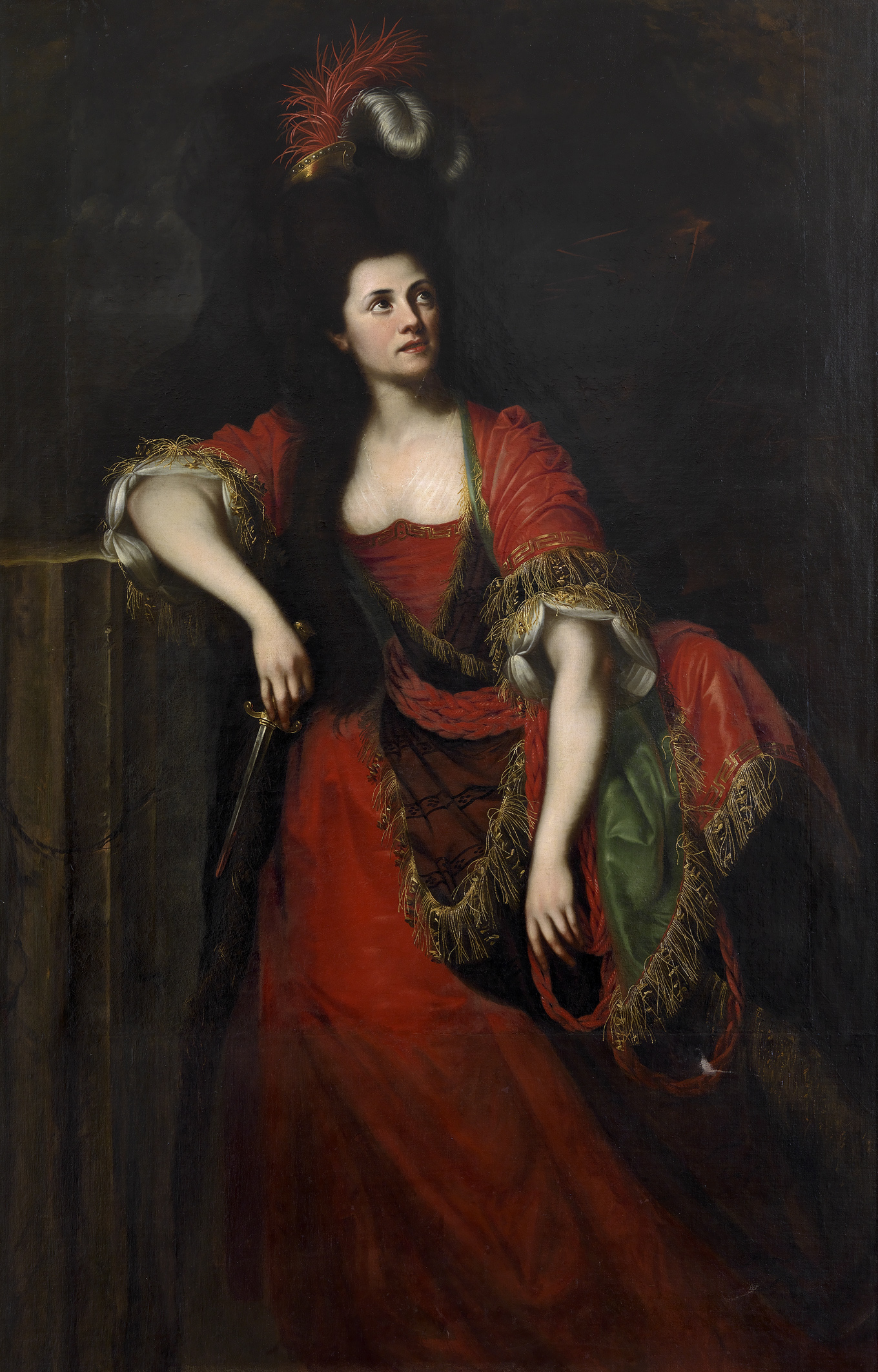
Johanna Sacco als Medea, Gemälde von Joseph Hickel

Johanna Sacco geborene Richard, genannt Madame Sacco (* 16. November 1754 in Prag; † 21. Dezember 1802 in Wien) war eine österreichische Schauspielerin und Tänzerin.

## Leben
Johanna Richard wurde 1754 in Prag geboren und trat nach dem Tod der Eltern als Pflegekind des Schauspielerehepaars Koppe 1761 zum ersten Mal nachweislich auf. In Hamburg war sie 1771 einige Monate Mitglied der Ackermannschen Gesellschaft und wurde durch Friedrich Ludwig Schröder in Schauspielerei und Tanz unterrichtet. 1773 kehrte sie nach der Heirat mit dem Ballettmeister Sacco zur Ackermannschen Gesellschaft zurück.
Nach dem Umzug des Ehepaares Sacco nach Wien debütierte sie am 10. Juli 1776 in der Rolle der Eugenie in der gleichnamigen Komödie von Beaumarchais. Ihr größter Erfolg war die Hauptrolle in der Tragödie Medea von Johann Jacob Engel und Friedrich Wilhelm Gotter. Johanna Sacco war in allen Klassen der Wiener Gesellschaft populär. Gefördert wurde sie unter anderen durch Kaiser Joseph II., der sich an der Einrichtung ihrer Wohnung beteiligte und Madame Sacco immer wieder finanziell unterstützte.
1793 beendete Johanna Sacco ihre Karriere am Burgtheater. Sie verstarb unter ihrem letzten Namen Johanna Sommer 1802 in Wien.

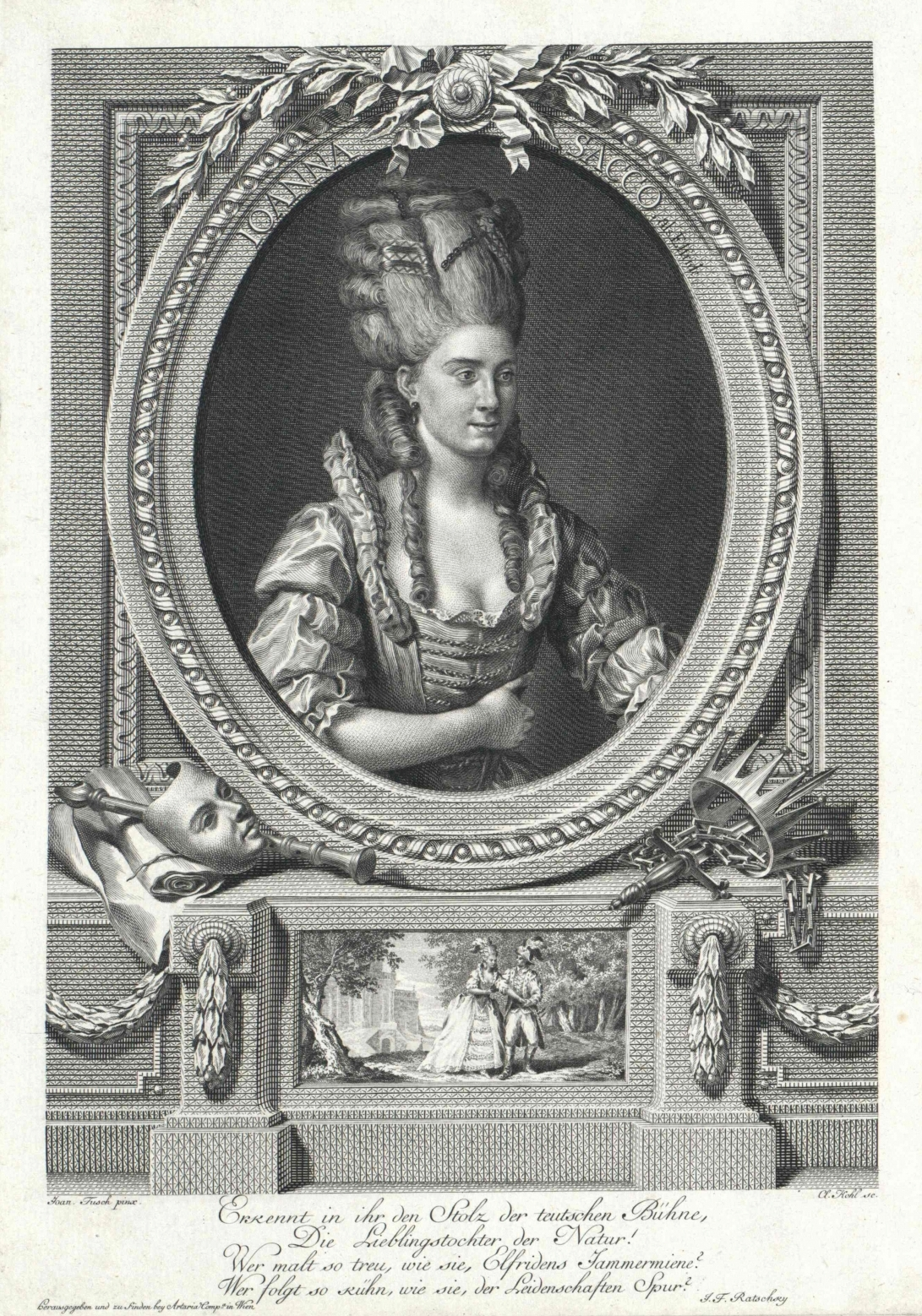
Johanna Sacco als Elfride
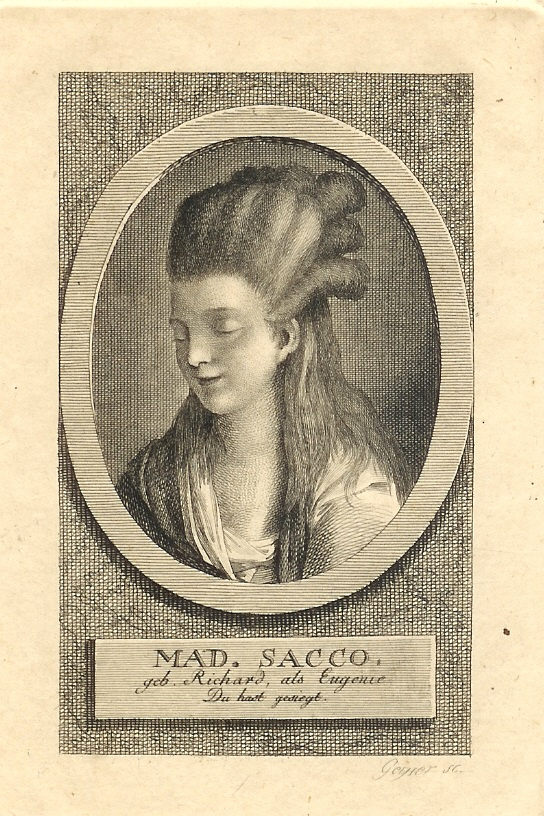
Johanna Sacco als Eugenie, 1776